# Gran Premi de Bèlgica del 2017
El Gran Premi de Bèlgica de Fórmula 1 de 2017 serà la dotzena carrera de la temporada 2017. Tindrà lloc del 25 al 27 d'agost en el Circuit de Spa-Francorchamps, entre Spa i Stavelot. Nico Rosberg va ser el vencedor de l'edició anterior, seguit per Daniel Ricciardo i Lewis Hamilton. Els pilots que estaran en actiu que han guanyat a Bèlgica són Felipe Massa, Lewis Hamilton, Kimi Räikkönen, Sebastian Vettel i Daniel Ricciardo.

## Entrenaments lliures

### Primers lliures
Resultats
| Pos. | Nº | Pilot            | Equip/Motor          | Millor temps | Diferència | Compost | Voltes |
| ---- | -- | ---------------- | -------------------- | ------------ | ---------- | ------- | ------ |
| 1    | 7  | Kimi Räikkönen   | Ferrari              | 1:45.502     | —          | US      | 13     |
| 2    | 44 | Lewis Hamilton   | Mercedes AMG         | 1:45.555     | +0.053     | S       | 19     |
| 3    | 5  | Sebastian Vettel | Ferrari              | 1:45.647     | +0.145     | US      | 13     |
| 4    | 33 | Max Verstappen   | Red Bull - TAG Heuer | 1:46.302     | +0.800     | US      | 18     |
| 5    | 3  | Daniel Ricciardo | Red Bull - TAG Heuer | 1:46.352     | +0.850     | US      | 22     |

### Segons lliures
Resultats
| Pos. | Nº | Pilot            | Equip/Motor          | Millor temps | Diferència | Compost | Voltes |
| ---- | -- | ---------------- | -------------------- | ------------ | ---------- | ------- | ------ |
| 1    | 44 | Lewis Hamilton   | Mercedes AMG         | 1:44.753     | —          | US      | 17     |
| 2    | 7  | Kimi Räikkönen   | Ferrari              | 1:45.015     | +0.262     | US      | 21     |
| 3    | 77 | Valtteri Bottas  | Mercedes AMG         | 1:45.180     | +0.427     | US      | 17     |
| 4    | 33 | Max Verstappen   | Red Bull - TAG Heuer | 1:45.225     | +0.472     | US      | 16     |
| 5    | 5  | Sebastian Vettel | Ferrari              | 1:45.235     | +0.482     | US      | 20     |

### Tercers lliures
Resultats
| Pos. | Nº | Pilot            | Equip/Motor          | Millor temps | Diferència | Compost | Voltes |
| ---- | -- | ---------------- | -------------------- | ------------ | ---------- | ------- | ------ |
| 1    | 7  | Kimi Räikkönen   | Ferrari              | 1:43.916     | —          | US      | 17     |
| 2    | 5  | Sebastian Vettel | Ferrari              | 1:44.113     | +0.197     | US      | 15     |
| 3    | 44 | Lewis Hamilton   | Mercedes AMG         | 1:44.114     | +0.198     | US      | 11     |
| 4    | 33 | Max Verstappen   | Red Bull - TAG Heuer | 1:45.034     | +1.118     | US      | 13     |
| 5    | 77 | Valtteri Bottas  | Mercedes AMG         | 1:45.230     | +1.314     | US      | 18     |

## Classificació
Resultats
| Pos. | Nº | Pilot             | Equip-motor             | Part 1   | Part 2   | Part 3   | Graella |
| ---- | -- | ----------------- | ----------------------- | -------- | -------- | -------- | ------- |
| 1    | 44 | Lewis Hamilton    | Mercedes AMG            | 1:44.184 | 1:42.927 | 1:42.553 | 1       |
| 2    | 5  | Sebastian Vettel  | Ferrari                 | 1:44.275 | 1:43.987 | 1:42.795 | 2       |
| 3    | 77 | Valtteri Bottas   | Mercedes AMG            | 1:44.773 | 1:43.249 | 1:43.094 | 3       |
| 4    | 7  | Kimi Räikkönen    | Ferrari                 | 1:44.729 | 1:43.700 | 1:43.270 | 4       |
| 5    | 33 | Max Verstappen    | Red Bull - TAG Heuer    | 1:44.535 | 1:43.940 | 1:43.380 | 5       |
| 6    | 3  | Daniel Ricciardo  | Red Bull - TAG Heuer    | 1:45.114 | 1:44.224 | 1:43.863 | 6       |
| 7    | 27 | Nico Hülkenberg   | Renault                 | 1:45.280 | 1:44.988 | 1:44.982 | 7       |
| 8    | 11 | Sergio Pérez      | Force India             | 1:45.591 | 1:44.894 | 1:45.244 | 8       |
| 9    | 31 | Esteban Ocon      | Force India             | 1:45.277 | 1:45.006 | 1:45.369 | 9       |
| 10   | 30 | Jolyon Palmer     | Renault                 | 1:45.447 | 1:44.685 | NVQ      | 14      |
| 11   | 14 | Fernando Alonso   | McLaren F1 Team         | 1:45.668 | 1:45.090 |          | 10      |
| 12   | 8  | Romain Grosjean   | Haas F1 Team            | 1:45.728 | 1:45.133 |          | 11      |
| 13   | 20 | Kevin Magnussen   | Haas F1 Team            | 1:45.535 | 1:45.400 |          | 12      |
| 14   | 55 | Carlos Sainz      | Scuderia Toro Rosso     | 1:45.374 | 1:45.439 |          | 13      |
| 15   | 2  | Stoffel Vandoorne | McLaren F1 Team         | 1:45.441 | NVQ      |          | 20      |
| 16   | 19 | Felipe Massa      | Williams Martini Racing | 1:45.823 |          |          | 16      |
| 17   | 26 | Daniil Kvyat      | Scuderia Toro Rosso     | 1:46.028 |          |          | 19      |
| 18   | 18 | Lance Stroll      | Williams Martini Racing | 1:46.915 |          |          | 15      |
| 19   | 9  | Marcus Ericsson   | Sauber F1 Team          | 1:47.214 |          |          | 17      |
| 20   | 94 | Pascal Wehrlein   | Sauber F1 Team          | 1:47.679 |          |          | 18      |

## Carrera
Resultats
| Pos. | Nº | Pilot             | Equip-motor             | Voltes | Temps/Retirat | Graella | Punts |
| ---- | -- | ----------------- | ----------------------- | ------ | ------------- | ------- | ----- |
| 1    | 44 | Lewis Hamilton    | Mercedes AMG            | 44     | 1:24:42.820   | 1       | 25    |
| 2    | 5  | Sebastian Vettel  | Ferrari                 | 44     | +2.358        | 2       | 18    |
| 3    | 3  | Daniel Ricciardo  | Red Bull - TAG Heuer    | 44     | +10.791       | 6       | 15    |
| 4    | 7  | Kimi Räikkönen    | Ferrari                 | 44     | +14.471       | 4       | 12    |
| 5    | 77 | Valtteri Bottas   | Mercedes AMG            | 44     | +16.456       | 3       | 10    |
| 6    | 27 | Nico Hülkenberg   | Renault                 | 44     | 28.087        | 7       | 8     |
| 7    | 8  | Romain Grosjean   | Haas F1 Team            | 44     | +31.553       | 11      | 6     |
| 8    | 19 | Felipe Massa      | Williams Martini Racing | 44     | +36.649       | 16      | 4     |
| 9    | 31 | Esteban Ocon      | Force India             | 44     | +38.154       | 9       | 2     |
| 10   | 55 | Carlos Sainz      | Scuderia Toro Rosso     | 44     | +39.447       | 13      | 1     |
| 11   | 18 | Lance Stroll      | Williams Martini Racing | 44     | +48.999       | 15      |       |
| 12   | 26 | Daniil Kvyat      | Scuderia Toro Rosso     | 44     | +49.940       | 19      |       |
| 13   | 30 | Jolyon Palmer     | Renault                 | 44     | +53.239       | 14      |       |
| 14   | 2  | Stoffel Vandoorne | McLaren F1 Team         | 44     | +57.078       | 20      |       |
| 15   | 20 | Kevin Magnussen   | Haas F1 Team            | 44     | +1:07.262     | 12      |       |
| 16   | 9  | Marcus Ericsson   | Sauber F1 Team          | 44     | +1:09.711     | 17      |       |
| 17   | 11 | Sergio Pérez      | Force India             | 42     | +2 voltes     | 8       |       |
| Ret  | 14 | Fernando Alonso   | McLaren F1 Team         | 25     | Motor         | 10      |       |
| Ret  | 33 | Max Verstappen    | Red Bull - TAG Heuer    | 7      | Motor         | 5       |       |
| Ret  | 94 | Pascal Wehrlein   | Sauber F1 Team          | 2      | Xoc           | 18      |       |

## Classificacions després de la carrera
| Pos. | Pilot            | Punts | Canvis de posició |
| ---- | ---------------- | ----- | ----------------- |
| 1    | Sebastian Vettel | 220   | =                 |
| 2    | Lewis Hamilton   | 213   | =                 |
| 3    | Valtteri Bottas  | 179   | =                 |
| 4    | Daniel Ricciardo | 132   | =                 |
| 5    | Kimi Räikkönen   | 128   | =                 |

| Pos. | Constructor             | Punts | Canvis de posició |
| ---- | ----------------------- | ----- | ----------------- |
| 1    | Mercedes AMG            | 392   | =                 |
| 2    | Ferrari                 | 348   | =                 |
| 3    | Red Bull - TAG Heuer    | 199   | =                 |
| 4    | Force India             | 103   | =                 |
| 5    | Williams Martini Racing | 45    | =                 |